# 김시후
김시후(1988년 1월 2일 ~ )는 대한민국의 배우이다. 2003년 16세의 나이에 KBS 2TV 《반올림1》으로 데뷔했다.

## 학교
- 청주공업고등학교
- 방송통신대학교 미디어영상학과 (재학)

## 출연 작품

### 영화
- 《베테랑 2》[2] (2024년) - 윤시영 역 (광수대 강력2팀 막내 형사)
- 《커터》 (2016년) - 윤재 역
- 《베테랑》 (2015년) - 윤시영 역[3] (광수대 강력2팀 막내 형사, 첫 천만영화)
- 《소녀》 (2013년) - 윤수 역
- 《마이 웨이》 (2011년) - 츠카모토 역
- 《써니》 (2011년) - 과거 준호 & 준호 아들 역
- 《귀신이야기》 (2006년) - 수웅 역
- 《구타유발자들》 (2006년) - 현재 역
- 《짝패》 (2006년) - 10대 유석환 역
- 《친절한 금자씨》 (2005년) - 근식 역

### 드라마
- 《미녀와 순정남》(2024년, KBS2) - 순경남 역
- 《금이야 옥이야》[4] (2023년, KBS1) - 동주혁 역
- 《너의 노래를 들려줘》 (2019년, KBS2) - 장윤의 동생 역 (특별출연)
- 《12년만의 재회: 달래 된, 장국》 (2014년, JTBC) - 유준성 역
- 《사랑비》 (2012년, KBS2) - 70년대 이동욱, 2012년 이선호 역
- 《크크섬의 비밀》 (2008년, MBC) - 김시후 역
- 《강적들》(2008년, KBS2) - 영진 남동생 차영구 역
- 《성장드라마 반올림》 (2003년, KBS2) - 이순신 역

## 광고
- 2004년 오리온 초코파이
- 2005년 팬택 스카이

## 홍보대사
- 2013년 제1회 신오쿠보 드라마&영화제 홍보대사

## 수상 및 후보
| 연도 | 시상식                  | 부문                           | 작품          | 결과 |
| ---- | ----------------------- | ------------------------------ | ------------- | ---- |
| 2006 | 제43회 대종상           | 신인남우상                     | 친절한 금자씨 | 후보 |
| 2006 | 제5회 대한민국 영화대상 | 신인남우상                     | 구타유발자들  | 후보 |
| 2008 | MBC 방송연예대상        | 코미디/시트콤 부문 남자 신인상 | 크크섬의 비밀 | 후보 |